# Пропадане в мрака
„Пропадане в мрака“ (на английски: Star Trek Into Darkness) е американски научнофантастичен филм от 2013 г., продължение на „Стар Трек“ (2009).

## Премиера
Премиерата на филма е на 9 май 2013 година. В България е пуснат по екраните на следващия ден. В САЩ се появява на голям екран една седмица по-късно.

## Актьорски състав
| Актьор             | Роля                 |
| ------------------ | -------------------- |
| Крис Пайн          | Джеймс Т. Кърк       |
| Закари Куинто      | Спок                 |
| Бенедикт Къмбърбач | Хан                  |
| Карл Ърбан         | Доктор Ленърд Маккой |
| Саймън Пег         | Монтгомъри Скот      |
| Джон Чо            | Хикару Сулу          |
| Зоуи Салдана       | Нийота Ухура         |
| Антон Йелчин       | Павел Чеков          |
| Брус Грийнууд      | Кристофър Пайк       |
| Алис Ив            | Каръл Маркъс         |
| Питър Уелър        | Александър Маркъс    |
| Ленърд Нимой       | Спок                 |

## Награди и номинации
| Награда                              | Категория                                    | Номиниран(и)                                 | Резултат  |
| ------------------------------------ | -------------------------------------------- | -------------------------------------------- | --------- |
| Награди на филмовата академия на САЩ | Най-добри визуални ефекти                    | Най-добри визуални ефекти                    | номинация |
| Награда на БАФТА                     | Най-добри специални визуални ефекти          | Най-добри специални визуални ефекти          | номинация |
| Емпайър                              | Най-добър научнофантастичен или фентъзи филм | Най-добър научнофантастичен или фентъзи филм | номинация |
| Сатурн                               | Най-добър научнофантастичен филм             | Най-добър научнофантастичен филм             | номинация |
| Сатурн                               | Най-добри костюми                            | Най-добри костюми                            | номинация |
| Сатурн                               | Най-добри специални ефекти                   | Най-добри специални ефекти                   | номинация |
| Сатурн                               | Най-добър режисьор                           | Джей Джей Ейбрамс                            | номинация |
| Сатурн                               | Най-добър актьор в поддържаща роля           | Бенедикт Къмбърбач                           | номинация |

## Филми от поредицата за „Стар Трек“
Поредицата „Стар Трек“ включва 14 филма:
- „Стар Трек: Филмът“ (1979)
- „Стар Трек II: Гневът на Хан“ (1982)
- „Стар Трек III: В търсене на Спок“ (1984)
- „Стар Трек IV: Пътуване към вкъщи“ (1986)
- „Стар Трек V: Последната граница“ (1989)
- „Стар Трек VI: Неоткритата страна“ (1991)
- „Стар Трек: Космически поколения“ (1994)
- „Стар Трек VIII: Първи контакт“ (1996)
- „Стар Трек: Бунтът“ (1998)
- „Стар Трек: Възмездието“ (2002)
- „Стар Трек“ (2009)
- „Пропадане в мрака“ (2013)
- „Стар Трек: Отвъд“ (2016)
- „Стар Трек: Секция 31“ (2025)